# 芳賀氏
芳賀氏（はがし）は、鎌倉時代から戦国時代の武家。下野国芳賀郡より起こる。本姓は清原氏。ただし紀氏説もある。下野宇都宮氏の重臣。養子・姻戚関係のため宇都宮氏一族でもあり、下野国の有力武士団・清党の棟梁。真岡城主。家紋は左三つ巴（）。

## 歴史

### 発生
清原吉澄（高澄）の子・高重が、花山院の勅勘を被り下野国芳賀郡大内荘へ配流され芳賀氏と称したのに始まる。一方で紀清主の子・長有が芳賀氏を称したとする系譜もある。
清原（芳賀）高重の7代後の芳賀高親のとき、紀党の益子正重とともに、源頼朝の奥州合戦に参加した宇都宮朝綱の有力武将として従軍した。以後宇都宮氏の属下となり、益子氏と並び紀清両党として武勇を誇った。

### 芳賀禅可の強盛と没落
主君・宇都宮氏との関係は深く、芳賀高直は宇都宮景綱の子・高久を養子にとり、宇都宮一族となっている。高久の子・高名は『太平記』に芳賀禅可入道と記述され、宇都宮氏綱を後見して宇都宮氏を主導した。そして観応の擾乱のなかで足利尊氏方として活躍したため、宇都宮氏は下野守護だけではなく上野・越後守護職を与えられ、また高名の養子で宇都宮氏綱の叔父の高貞と、高名の実子で高貞義弟の高家は越後守護代となった。しかし、鎌倉公方足利基氏に足利直義方だった上杉氏が帰参したことにより状況は一変、宇都宮氏綱の越後守護職は上杉憲顕に与えられた。これに対し芳賀禅可入道（高名）・高貞・高家が激怒し基氏方に叛（）き、武蔵国苦林野で合戦となった。この戦いで芳賀勢は敗北し、下野にいた宇都宮氏綱も追討対象となるが、氏綱は小山義政の仲介で戦わず降伏した。これにより強勢を誇った芳賀氏は一時勢力を失う。
その後、小山義政の乱では宇都宮方として参加したらしく、宇都宮基綱の戦死時に芳賀六郎・七郎・八郎も討死したとみえる。

### 宇都宮一門として繁栄
高貞の孫・成高のとき、宇都宮持綱の娘を娶った。その後、宇都宮明綱の早逝により宇都宮宗家が断絶したため、成高の長子・正綱が宇都宮外孫として家督を継いだ。芳賀氏は成高の次子・高益が継いだ。
宇都宮氏の中興の祖で有名な宇都宮正綱の子・成綱が当主になると、武茂氏が反乱を起こした。これに対して成綱は実家の芳賀氏を頼り、これを鎮圧した。この結果、宇都宮家中における芳賀氏の地位は強大化した。高益の子・景高は奉行人として活躍し、景高の子（養子説あり）・高勝のときには、彼の発給した文書に主君の宇都宮成綱が追認するという形にまでなった。

### 宇都宮家内紛による衰退
これに対し、成綱は永正9年（1512年）高勝を自害させた。これにより家中は芳賀氏方と成綱方に二分され、「宇都宮錯乱」とよばれる内紛が勃発した。これは古河公方足利政氏と嫡子高氏（のち高基）との対立も背景にあったと見られており、政氏側に芳賀氏が、高氏方に成綱が付いていた。
内紛は2年ほど続いたが、成綱方の勝利で幕を閉じた。芳賀氏は一族の高孝（建高）が継いだが、成綱の弟・興綱がその後嗣に入っており、宇都宮氏に取り込まれる形になった。成綱は芳賀氏との内紛でまとまっていなかった家中を再編し、佐竹氏の二度の侵攻を撃退して壊滅的な被害を与え、古河公方の力も利用しつつ積極的に領土拡大を図り宇都宮氏の全盛期を築いた。しかし永正13年（1516年）に成綱が没すると、18代当主宇都宮忠綱の皆川領への度重なる無謀な侵攻によって家中は再び不安定になる。宇都宮錯乱で一族を殺され恨みを持った芳賀高経が壬生綱房、結城政朝らと内通し、忠綱を追放して一族の芳賀興綱を当主にしようと動き始める。大永6年（1526年）、芳賀興綱が結城政朝の支援を受け、成綱の跡を継いだ忠綱に叛いた。この争いは重臣の壬生氏や芳賀氏、益子勝宗ら益子氏の支持を受けた興綱および結城側の勝利に終わり、興綱が宇都宮の家督を継承した。芳賀氏の家督は高勝の弟・高経が継いだ。
高経は宇都宮興綱を支えたが、「宇都宮錯乱」で一族を失った高経と興綱の間はうまくいかず対立し、天文5年（1536年）に高経は壬生綱房と結んで興綱に反乱、興綱の子・尚綱を宇都宮当主に据え、興綱を自害に追い込んだ。しかし高経はその後、尚綱や綱房と対立し、天文10年（1541年）に高経が討ち取られ、高経の子・高照は那須氏の下へ逃れた。高照の弟の高継は益子氏が庇護した。

### 芳賀高定の活躍
高経を討ち取った後、宇都宮尚綱は益子勝宗の子・高定にその跡を継がせた。高定は宇都宮重臣として活躍した。天文18年（1549年）、那須高資との戦いで当主・尚綱が敗死し、宇都宮城は壬生綱房により奪われるという宇都宮家の危機に対しては、高定は真岡城へと戻り幼い当主・広綱を補佐して主家の勢力回復を図っている。一方、芳賀高照は壬生綱房や他の反広綱派の重臣と結んで宇都宮氏復帰を図ることになる。天文20年（1551年）に那須高資を千本城にて謀殺、弘治元年（1555年）芳賀高照を真岡城で自害に追い込み、弘治2年（1556年）江戸忠通や北条氏康・佐竹義昭の支援を受け、壬生綱房の跡を継いだ綱雄を追って宇都宮城を奪回した。天正4年（1576年）には壬生綱雄を鹿沼城で謀殺し、宇都宮に友好的な周長を城主に据えるなどし、宇都宮家を安定させた。
高定は実子・信高に芳賀氏を継がせず、本来の芳賀氏一族である高継（高規）に家督を継承した。信高は小貫氏を称している。

### 主家とともに滅亡
高継は宇都宮家の家臣として仕えたが、天正年間に一時離反したともいわれる。高継の跡は宇都宮広綱の子・高武が継いだ。高武は宇都宮一族として兄・国綱を支え活躍し、豊臣秀吉の奥州仕置では6万石を領した。
しかし慶長2年（1597年）、高武は兄・国綱の養子のことで内乱を引き起こしたとされ、宇都宮氏・芳賀氏は改易された。以後、宇都宮氏と同じく大名への再興も無く、芳賀氏は没落してしまった。なお高武の子・高成は水戸徳川家に仕えたといわれる。

## 系譜
太線は実子、細線は養子。
```
　
高親

　 ：
　 ：
　高俊
　 ┃
　高直
　 │
　高久
　 ┣━━━┓
　高名　
岡本富高

　 │━━┓
　高貞　高家
　 ┃　　┃
　高朝　高清
　 ┃
　
成高

　 ┣━━━━━━┓
　
高益
　　　
宇都宮正綱

　 ┣━━┓　　　┣━━━┓
　高孝　景高　
芳賀興綱
　
成綱

　　　　 ┣━━┓
　　　　
高経
　
高勝

　 ┏━━╋──┐
　
高継
　
高照
　
高定

　 │　　　　　┃
　
高武
　　　
小貫信高

　 ┃
　高成
```

成高から高武までは『下野国宇都宮一族』（七宮涬三、2006年（平成18年））に拠り、それ以外は『姓氏家系大辞典』（太田亮、1936年（昭和11年））に依拠（）した。

## 庶家
- 岡本氏